# 博蒙地区索尔托斯维尔 (芒什省)
博蒙地区索尔托斯维尔（法語：Sortosville-en-Beaumont）是法国芒什省的一个市镇，属于谢尔布尔区（Cherbourg）巴尔纳维尔卡尔特雷县（Barneville-Carteret）。该市镇总面积10.24平方公里，2009年时的人口为317人。

## 人口
博蒙地区索尔托斯维尔人口变化图示